# Проскурня Михайло Сергійович
Миха́йло Сергі́йович Проскурня́ — майор Збройних сил України.
Брав участь в «Іграх нескорених 2020».

## Нагороди
За особисту мужність і героїзм, виявлені у захисті державного суверенітету та територіальної цілісності України, вірність військовій присязі під час російсько-української війни нагороджений
- орденом «За мужність» III ступеня (4.12.2014)